# El Rama
Pour les articles homonymes, voir Rama.
El Rama est une municipalité nicaraguayenne de la région autonome de la Côte caraïbe sud.

## Personnalités liées à El Rama
- Berenice Quezada (1993-), mannequin et femme politique, y est née.